# Eurovision - Australia Decides 2019
La prima edizione dell'Eurovision - Australia Decides si è tenuta l'8 e il 9 febbraio 2019 presso il Gold Coast Convention and Exhibition Centre di Gold Coast e ha selezionato il rappresentante dell'Australia all'Eurovision Song Contest 2019.
La vincitrice è stata Kate Miller-Heidke con il brano Zero Gravity.

## Organizzazione
L'emittente australiana Special Broadcasting Service (SBS) ha confermato la partecipazione dell'Australia all'Eurovision Song Contest 2019, ospitato dalla città israeliana di Tel Aviv, il 1º ottobre 2018, annunciando il 14 ottobre successivo che sarebbe stata organizzata una finale nazionale per selezionare il rappresentante del paese oceanico.
Tra il 14 ottobre e il 4 novembre 2018 l'emittente ha ricevuto più di 700 candidature, selezionando poi i 10 partecipanti alla selezione.
Per ospitare l'evento sono state prese in considerazione tre città australiana: Gold Coast, Sydney e Melbourne.

### Format
L'evento, organizzato da SBS e Blink TV, si è tenuto presso il Gold Coast Convention and Exhibition Centre di Gold Coast, nel Queensland e si è articolato in due show: il primo nella mattina dell'8 febbraio 2019, riservato alla giuria, mentre il secondo, tenutosi il giorno dopo, è stato trasmesso in diretta televisiva da SBS.
I punteggi sono stati assegnati da una giuria di esperti e dal televoto. Nel caso di un pareggio viene premiato il brano con il punteggio più alto assegnato dalla giuria.

#### Giuria
La giuria per la preselezione è stata composta da:
- Christer Björkman, produttore del Melodifestival e dell'Eurovision Song Contest nel 2013 e nel 2016;
- Fifa Riccobono, ex amministratrice delegata di Albert Music;
- Milly Petriella, direttrice del servizio artistico dell'APRA;
- Josh Martin, editore di SBS;
- Paul Clarke, capo della delegazione eurovisiva australiana.

## Partecipanti
Il 14 ottobre 2018 la SBS ha annunciato la possibilità di inviare le proprie composizioni per partecipare alla selezione, imponendo come termine massimo il 4 novembre successivo.
Oltre 700 proposte sono state inviate all'emittente, che ne ha selezionate dieci rivelandole in tre set il 2 e il 18 dicembre 2018 e il 18 gennaio 2019.
| Artista            | Brano               | Lingua                  | Compositori                                         |
| ------------------ | ------------------- | ----------------------- | --------------------------------------------------- |
| Alfie Arcuri       | To Myself           | Inglese                 | Alfie Arcuri, Audius Mtawarira, Séb Mont            |
| Aydan              | Dust                | Inglese                 | Aydan Calafiore, Cam Bluff, Dylan Joel              |
| Courtney Act       | Fight for Love      | Inglese                 | Danny Shah, Felicity Birt, Courtney Act, Sky Adams  |
| Electric Fields    | 2000 and Whatever   | Inglese, pitjantjatjara | Michael Ross, Zaachariaha Fielding                  |
| Ella Hooper        | Data Dust           | Inglese                 | Alice Chance                                        |
| Kate Miller-Heidke | Zero Gravity        | Inglese                 | Kate Miller-Heidke, Keir Nuttall                    |
| Leea Nanos         | Set Me Free         | Inglese                 | Frank Nixon, Leea Nanos                             |
| Mark Vincent       | This Is Not the End | Inglese                 | Isabella Kearney-Nurse, Mark Vincent, Roberto De Sa |
| Sheppard           | On My Way           | Inglese                 | George Sheppard, Amy Sheppard, Jay Bovino, Jon Hume |
| Tania Doko         | Piece of Me         | Inglese                 | Tania Doko, Christian Fast, Peter Mansson           |

## Finale
La finale si è tenuta alle 19:30 (UTC+10) del 9 febbraio 2019 e ha visto competere i 10 artisti partecipanti.
Si sono esibiti come ospiti: Dami Im, con Sound of Silence e Dreamer, e Casey Donovan, con una cover di Tonight Again.
| #  | Artista            | Brano               | Punteggio | Punteggio | Punteggio | Posizione |
| #  | Artista            | Brano               | Giuria    | Televoto  | Totale    | Posizione |
| -- | ------------------ | ------------------- | --------- | --------- | --------- | --------- |
| 1  | Ella Hooper        | Data Dust           | 12        | 6         | 18        | 10        |
| 2  | Electric Fields    | 2000 and Whatever   | 44        | 70        | 114       | 2         |
| 3  | Mark Vincent       | This Is Not the End | 19        | 19        | 38        | 7         |
| 4  | Aydan Calafiore    | Dust                | 38        | 10        | 48        | 6         |
| 5  | Courtney Act       | Fight for Love      | 26        | 26        | 52        | 4         |
| 6  | Leea Nanos         | Set Me Free         | 10        | 11        | 21        | 9         |
| 7  | Sheppard           | On My Way           | 41        | 46        | 87        | 3         |
| 8  | Alfie Arcuri       | To Myself           | 35        | 14        | 49        | 5         |
| 9  | Kate Miller-Heidke | Zero Gravity        | 48        | 87        | 135       | 1         |
| 10 | Tania Doko         | Piece of Me         | 17        | 6         | 23        | 8         |

## All'Eurovision Song Contest

### Verso l'evento
Per promuovere la propria canzone, Kate Miller-Heidke si è esibita all'Eurovision in Concert (6 aprile 2019) presso l'AFAS Live di Amsterdam.

### Performance
Sul palco Miller-Heidke ha indossato un lungo vestito bianco e una corona ed è stata accompagnata da due ballerine, Emily Ryan e Emma Waite. Tutte e tre si sono esibite su tre pali oscillanti alti circa 5 metri, mentre il display retrostante ha proiettato diverse immagini a tema spaziale (ad esempio la nebulosa Testa di Cavallo).
L'Australia si è esibita 12ª nella prima semifinale del 14 maggio 2019, classificandosi 1ª con 261 punti e qualificandosi per la finale, dove, esibendosi 25ª, ha ottenuto 284 punti e si è classificata 9ª.

### Trasmissione dell'evento e commentatori
L'intero evento è stato trasmesso da SBS con il commento di Myf Warhurst e Joel Creasey. I portavoce dei punti assegnati dalla giuria in finale sono stati gli Electric Fields.

### Voto

#### Giuria
La giuria australiana per l'Eurovision Song Contest 2019 è stata composta da:
- Mark Cummins, presidente di giuria
- Christine Anu, cantante e attrice
- Alice Chance, compositrice
- Mark Humphries, attore e scrittore
- Lewis Hobba, comico e DJ

#### Punti assegnati all'Australia
| Giurie (3° con 121 punti)                         | Giurie (3° con 121 punti)                                                 | Giurie (3° con 121 punti) | Giurie (3° con 121 punti)                | Giurie (3° con 121 punti) |
| 12                                                | 10                                                                        | 8                         | 7                                        | 6                         |
| ------------------------------------------------- | ------------------------------------------------------------------------- | ------------------------- | ---------------------------------------- | ------------------------- |
| - Belgio - Finlandia - Islanda - Polonia - Spagna | - Grecia                                                                  | - Bielorussia - Israele   | - Francia                                | - San Marino              |
| 5                                                 | 4                                                                         | 3                         | 2                                        | 1                         |
| - Montenegro - Serbia - Ungheria                  | - Georgia                                                                 |                           | - Portogallo                             | - Estonia                 |
| Televoto (2° con 140 punti)                       |                                                                           |                           |                                          |                           |
| 12                                                | 10                                                                        | 8                         | 7                                        | 6                         |
| - Israele                                         | - Belgio - Bielorussia - Islanda - Polonia - Portogallo - Repubblica Ceca | - Finlandia - Grecia      | - Francia - Montenegro - Serbia - Spagna | - San Marino              |
| 5                                                 | 4                                                                         | 3                         | 2                                        | 1                         |
| - Estonia - Ungheria                              | - Cipro - Slovenia                                                        |                           |                                          |                           |

| Giurie (6° con 153 punti)    | Giurie (6° con 153 punti)                                                 | Giurie (6° con 153 punti)  | Giurie (6° con 153 punti)                                                      | Giurie (6° con 153 punti)                                     |
| 12                           | 10                                                                        | 8                          | 7                                                                              | 6                                                             |
| ---------------------------- | ------------------------------------------------------------------------- | -------------------------- | ------------------------------------------------------------------------------ | ------------------------------------------------------------- |
| - Polonia - Romania          | - Finlandia - Germania - Islanda - Macedonia del Nord - Moldavia - Spagna | - Regno Unito              | - Portogallo - Serbia                                                          | - Italia - Svezia                                             |
| 5                            | 4                                                                         | 3                          | 2                                                                              | 1                                                             |
| - Israele                    | - Belgio - Francia - Irlanda - Montenegro - Svizzera                      |                            | - Albania - Azerbaigian - Grecia - Lituania - Paesi Bassi                      |                                                               |
| Televoto (7° con 131 punti)  |                                                                           |                            |                                                                                |                                                               |
| 12                           | 10                                                                        | 8                          | 7                                                                              | 6                                                             |
|                              | - Irlanda - Islanda - Regno Unito                                         | - Repubblica Ceca          |                                                                                | - Finlandia - Francia - Israele - Italia - Lettonia - Polonia |
| 5                            | 4                                                                         | 3                          | 2                                                                              | 1                                                             |
| - Germania - Spagna - Svezia | - Belgio - Norvegia - Portogallo - Russia                                 | - Austria - Grecia - Malta | - Bielorussia - Cipro - Danimarca - Estonia - Paesi Bassi - Romania - Slovenia | - Albania - Armenia - Lituania                                |

#### Punti assegnati dall'Australia
| Punti | Giuria          | Televoto        |
| ----- | --------------- | --------------- |
| 12    | Repubblica Ceca | Islanda         |
| 10    | Islanda         | Repubblica Ceca |
| 8     | Polonia         | Grecia          |
| 7     | Grecia          | Estonia         |
| 6     | Ungheria        | San Marino      |
| 5     | Georgia         | Polonia         |
| 4     | Slovenia        | Portogallo      |
| 3     | Serbia          | Cipro           |
| 2     | Finlandia       | Bielorussia     |
| 1     | San Marino      | Ungheria        |

| Punti | Giuria             | Televoto        |
| ----- | ------------------ | --------------- |
| 12    | Svezia             | Norvegia        |
| 10    | Francia            | Islanda         |
| 8     | Islanda            | Svezia          |
| 7     | Macedonia del Nord | Svizzera        |
| 6     | Paesi Bassi        | Paesi Bassi     |
| 5     | Repubblica Ceca    | Italia          |
| 4     | Russia             | Malta           |
| 3     | Germania           | Francia         |
| 2     | Azerbaigian        | Repubblica Ceca |
| 1     | Serbia             | Azerbaigian     |